# Joe-Max Moore
Joe-Max Moore (Tulsa, 1971. február 23. – ) amerikai válogatott labdarúgó.

## Pályafutása

### Klubcsapatban
Tulsában született Oklahoma államban. Futballozni 14 évesen kezdett, majd négy évvel később Los Angelesben a Kaliforniai Egyetem (UCLA) csapatában (UCLA Bruins) folytatta a pályafutását.
1994-ben a német másodosztályban szereplő FC Saarbrücken csapatához igazolt, ahol egy évig játszott. 1995-ben a Nürnberg szerződtette, de egy szezon után onnan is távozott és visszament az Egyesült Államokba a New England Revolution csapatához, ahol 1996 és 1999 között játszott. 1997 novembere és decembere között az MLS-szezon végeztével egy hónapig az ecuadori Emelecben játszott kölcsönben. Nem csak ő volt az egyetlen amerikai játékos, Alexi Lalas szintén csatlakozott a klubhoz.
1999-ben Angliába igazolt az Everton együtteséhez. 2003 és 2004 között a New England játékosaként fejezte be a pályafutását.

### A válogatottban
1992 és 2002 között 100 alkalommal szerepelt az Egyesült Államok válogatottjában és 24 gólt szerzett. 1992 szeptember 3-án egy Kanada elleni mérkőzésen mutatkozott be a nemzeti csapatban. Tagja volt az 1992. évi nyári olimpiai játékokon szereplő válogatott keretének. Részt vett a hazai rendezésű 1994-es világbajnokságon, de egyetlen mérkőzésen sem lépett pályára. Részt vett az 1998-as és a 2002-es világbajnokságon is. Ezen kívül tagja volt az 1993-as és az 1995-ös Copa Américán, az 1999-es konföderációs kupán résztvevő csapatok keretinek is. Az 1993-as és az 1998-as CONCACAF-aranykupán ezüstérmet szerzett a válogatottal.
2002-ben a Lengyelország elleni világbajnoki csoportmérkőzésen 100. alkalommal lépett pályára a válogatottban. 24 góljával a hatodik helyen áll Landon Donovan, Clint Dempsey, Eric Wynalda, Brian McBride és Jozy Altidore mögött az amerikai válogatott gólszerző rangsorában.

## Sikerei
Egyesült Államok
- CONCACAF-aranykupa döntős (2): 1993, 1998

## Külső hivatkozások
- Joe-Max Moore – a FIFA adatbázisában
- Joe-Max Moore adatlapja a National-Football-Teams.com oldalon (angolul)

- Joe-Max Moore adatlapja a worldfootball.net oldalon (angolul)
- Joe-Max Moore (angol, francia, spanyol nyelven). FootballDatabase.eu